# Vallejo (estación)
Vallejo es una de las estaciones que forman parte del Metro de la Ciudad de México, perteneciente a la Línea 6. Se ubica al norte de la Ciudad de México en la alcaldía Azcapotzalco.

## Información general
Su nombre se debe a que se encuentra en la zona Industrial Vallejo y a su cercanía a la Calzada Vallejo. El símbolo de la estación representa una fábrica, ya que en esta zona de la ciudad existe una importante zona industrial. Actualmente es el punto de llegada más cercano al centro comercial Parque Vía Vallejo, considerado el más grande y moderno de la zona norte de la Ciudad de México.

### Afluencia
La afluencia en 2014 fue de:
- Total: 2,346,056
- Promedio diario: 6,428
- Mínima: 866
- Máxima: 9,780

Así se ha visto la afluencia de la estación en los últimos 10 años:
| Afluencia Anual de Pasajeros (Línea 6) | Afluencia Anual de Pasajeros (Línea 6) | Afluencia Anual de Pasajeros (Línea 6) | Afluencia Anual de Pasajeros (Línea 6) | Afluencia Anual de Pasajeros (Línea 6) | Afluencia Anual de Pasajeros (Línea 6) |
| -------------------------------------- | -------------------------------------- | -------------------------------------- | -------------------------------------- | -------------------------------------- | -------------------------------------- |
| Año                                    | Afluencia                              | A Diario                               | Ranking Anual                          | Aumento%                               | Ref.                                   |
| 2023                                   | 2,509,970                              | 6,876                                  | 143°/195                               | +1.03%                                 | [ 3 ]                                  |
| 2022                                   | 2,484,480                              | 6,806                                  | 141°/195                               | +27.02%                                | [ 4 ]                                  |
| 2021                                   | 1,955,966                              | 5,358                                  | 140°/195                               | -7.38%                                 | [ 5 ]                                  |
| 2020                                   | 2,111,764                              | 5,769                                  | 151°/195                               | -25.79%                                | [ 6 ]                                  |
| 2019                                   | 2,845,748                              | 7,796                                  | 169°/195                               | +2.57%                                 | [ 7 ]                                  |
| 2018                                   | 2,774,548                              | 7,601                                  | 170°/195                               | -1.56%                                 | [ 8 ]                                  |
| 2017                                   | 2,818,557                              | 7,722                                  | 168°/195                               | -7.66%                                 | [ 9 ]                                  |
| 2016                                   | 3,052,441                              | 8,340                                  | 162°/195                               | +14.86%                                | [ 10 ]                                 |
| 2015                                   | 2,657,493                              | 7,280                                  | 161°/195                               | +6.32%                                 | [ 11 ]                                 |
| 2014                                   | 2,499,407                              | 6,847                                  | 166°/195                               | +4.58%                                 | [ 12 ]                                 |

## Conectividad

### Salidas
- Norte: Eje 4 Norte Calzada Azcapotzalco-La Villa casi esq. con Calle Norte 35, Colonia Industrial Vallejo.
- Sur: Eje 4 Norte Calzada Azcapotzalco-La Villa casi esq. con Calle Norte 35, Colonia San Andrés de las Salinas.

### Conexiones
Existen conexiones con las estaciones y paradas de diversos sistemas de transporte:
- Línea 3 del Metrobús. Estación Poniente 134.